# 크리스토발콜론봉
크리스토발콜론봉(스페인어: Pico Cristóbal Colón)은 콜롬비아에서 가장 높은 산이다. 시에라네바다데산타마르타산맥에 속한다. 크리스토발콜론은 크리스토퍼 콜럼버스의 스페인어 이름이다. 가까이에 있는 시몬볼리바르봉이 더 높을 수 있다. 이 경우 시몬볼리바르봉이 콜롬비아에서 가장 높은 산이 된다. SRTM이나 지형도에는 두 산의 높이가 모두 5,700m로 기록되어 있다.